# Massif de Non
Le massif de Non est un massif  des Préalpes orientales méridionales. Il s'élève en Italie (Trentin-Haut-Adige), au sud-ouest de Bolzano. Il est traversé par le val di Non, d'où son nom.
Avec ses 2 434 m, le Monte Luco est le point culminant du massif.

## Géographie

### Situation

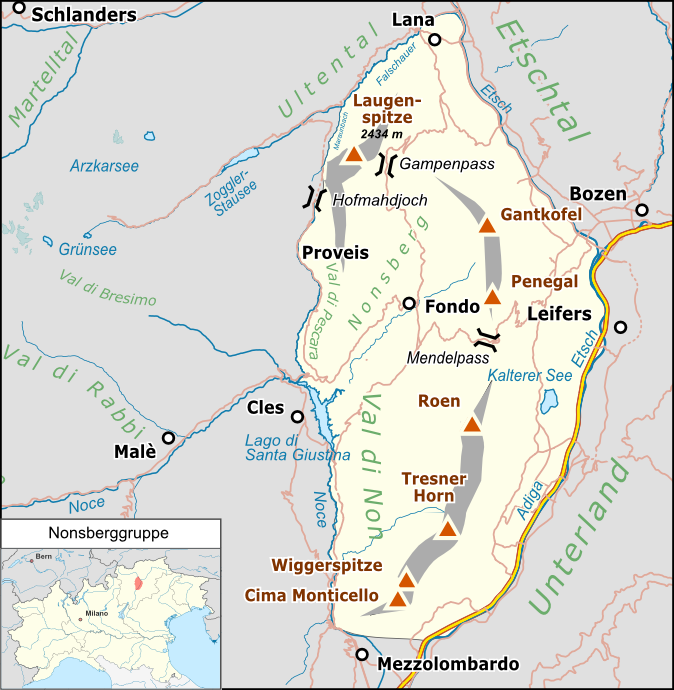
Carte du massif de Non.

Le massif est entouré des Alpes de Sarntal au nord-est, des Alpes de Fiemme au sud-est, du massif de Brenta au sud-ouest et du massif de l'Ortles au nord-ouest.
Il est bordé par l'Adige à l'est et le Noce au sud-ouest.

### Sommets principaux

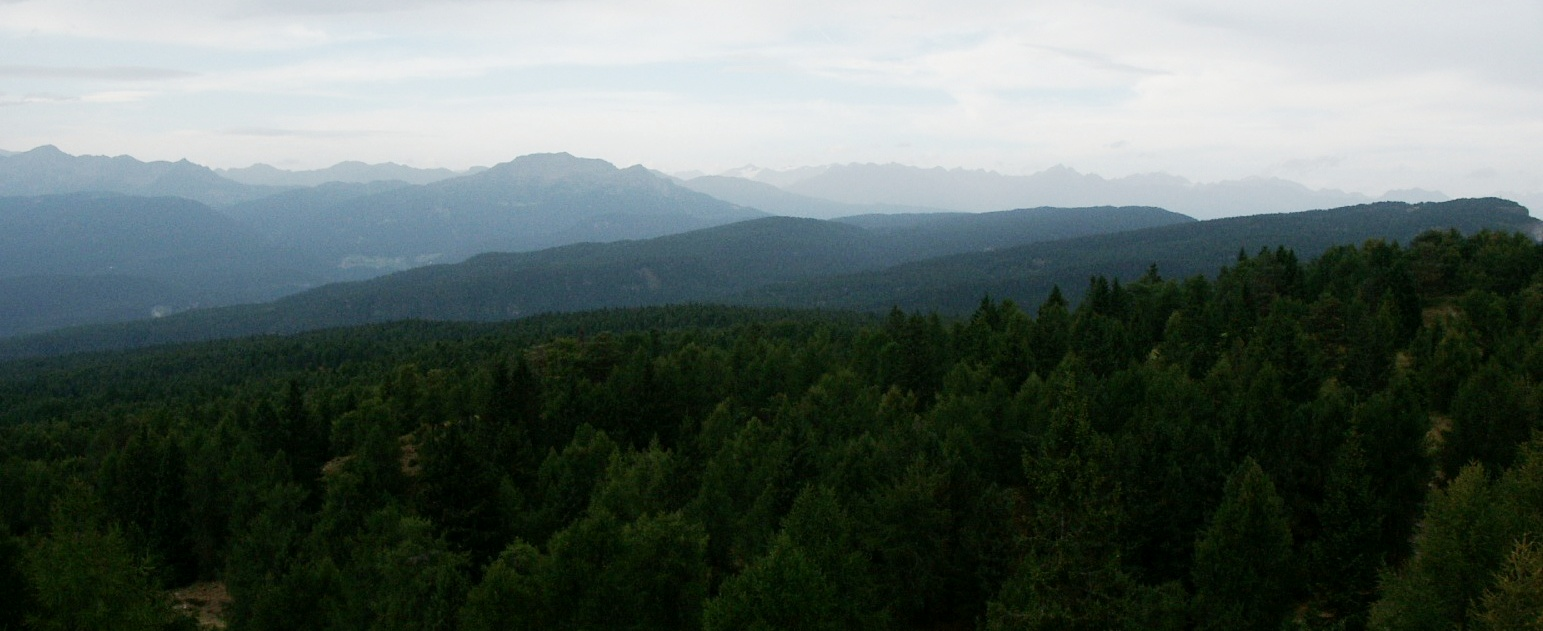
Vue sur le val di Non depuis le Monte Penegal.

- Monte Luco, 2 434 m
- Monte Roen, 2 116 m
- Monte Macaion, 1 886 m
- Monte Penegal, 1 737 m

## Activités

### Stations de sports d'hiver
- Caldaro sulla strada del vino